# Інцидент з L-1011 у Лідсі
Інцидент з L-1011 у Лідсі — авіаційний інцидент, що сталася 27 травня 1985 року. Пасажирський авіалайнер Lockheed L-1011-385-1 TriStar 1 британської вже неіснуючої авіакомпанії British Airtours виконував рейс KT 101 за сполученням Пальма-де-Мальорка—Лідс, але під час посадки в аеропорту Лідс-Бредфорд в Лідсі ЗПС була слизькою в результаті минулого раніше дощу і пілоти не встигли загальмувати і літак викотився за її межі. З 412 осіб, що знаходились на борту (398 пасажирів і 14 членів екіпажу), ніхто не загинув і не постраждав.
Покищо, аварія рейсу 101 залишається найбільш серйозним інцидентом в аеропорті Лідс-Бредфорд. Також це остання аварія в данному аеропорті.